# Rewda (Murmansk)
Rewda (russisch Ревда) ist eine Siedlung städtischen Typs in der Oblast Murmansk, im Nordwesten Russlands, mit 8414 Einwohnern (Stand 14. Oktober 2010).

## Geschichte
Die Siedlung wurde 1950 zur (hauptsächlichen) Extraktion von Loparit-Erzen (etwa zur Gewinnung von Tantal oder Niob) gegründet und lebt auch heute noch überwiegend vom Bergbau. Daneben dient sie häufig als Ausgangspunkt für Touren in die relativ unberührte Natur der Lowosero-Tundra.
In der Nähe der Siedlung befindet sich ein Sender der russischen RSDN-20-Funknavigationsanlage.

### Einwohnerentwicklung
Die folgende Übersicht zeigt die Entwicklung der Einwohnerzahlen von Rewda.
| Jahr | Einwohner |
| ---- | --------- |
| 1959 | 4.650     |
| 1970 | 4.524     |
| 1979 | 8.663     |
| 1989 | 13.820    |
| 2002 | 10.368    |
| 2010 | 8.414     |

Volkszählungsdaten

## Personen
Der samische Schriftsteller und Dichter Askold Baschanow (1934–2012) lebte in Rewda.

## Verkehr
Von Rewda besteht Busverbindung nach Olenegorsk und Murmansk sowie nach Lowosero.
Seit 1967 war die Siedlung Endpunkt einer Industriebahnstrecke, die beim knapp 90 Kilometer entfernten Kirowsk von der ebenfalls nicht öffentlichen Strecke Apatity-Kirowsk abzweigte. Auf dem ersten Drittel der Strecke nutzte sie die Trasse der Anfang der 1950er-Jahre nicht fertiggestellten Kolabahn und führte weiter entlang dem Ostufer des Sees Umbosero nach Rewda. Personenverkehr gab es auf der Strecke nie. 2007 wurde sie stillgelegt und abgebaut.

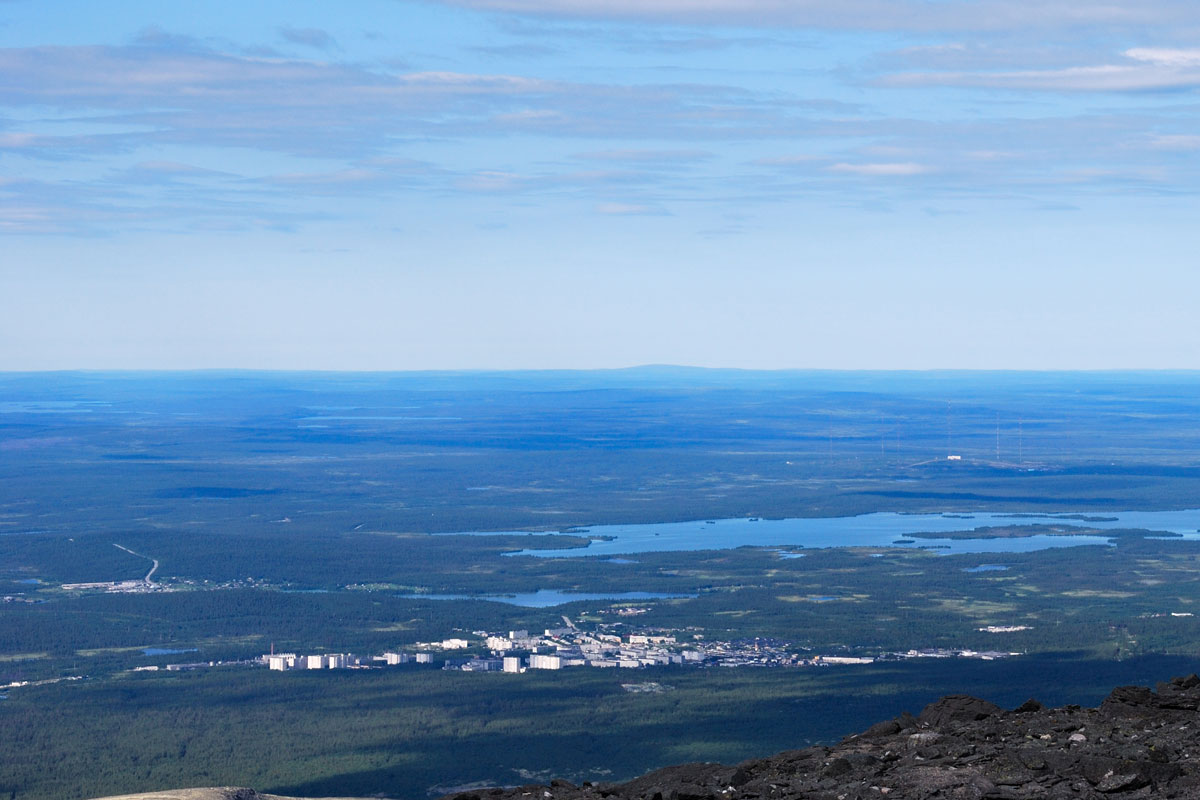
Rewda und der RSDN-20-Sender (rechts im Hintergrund)
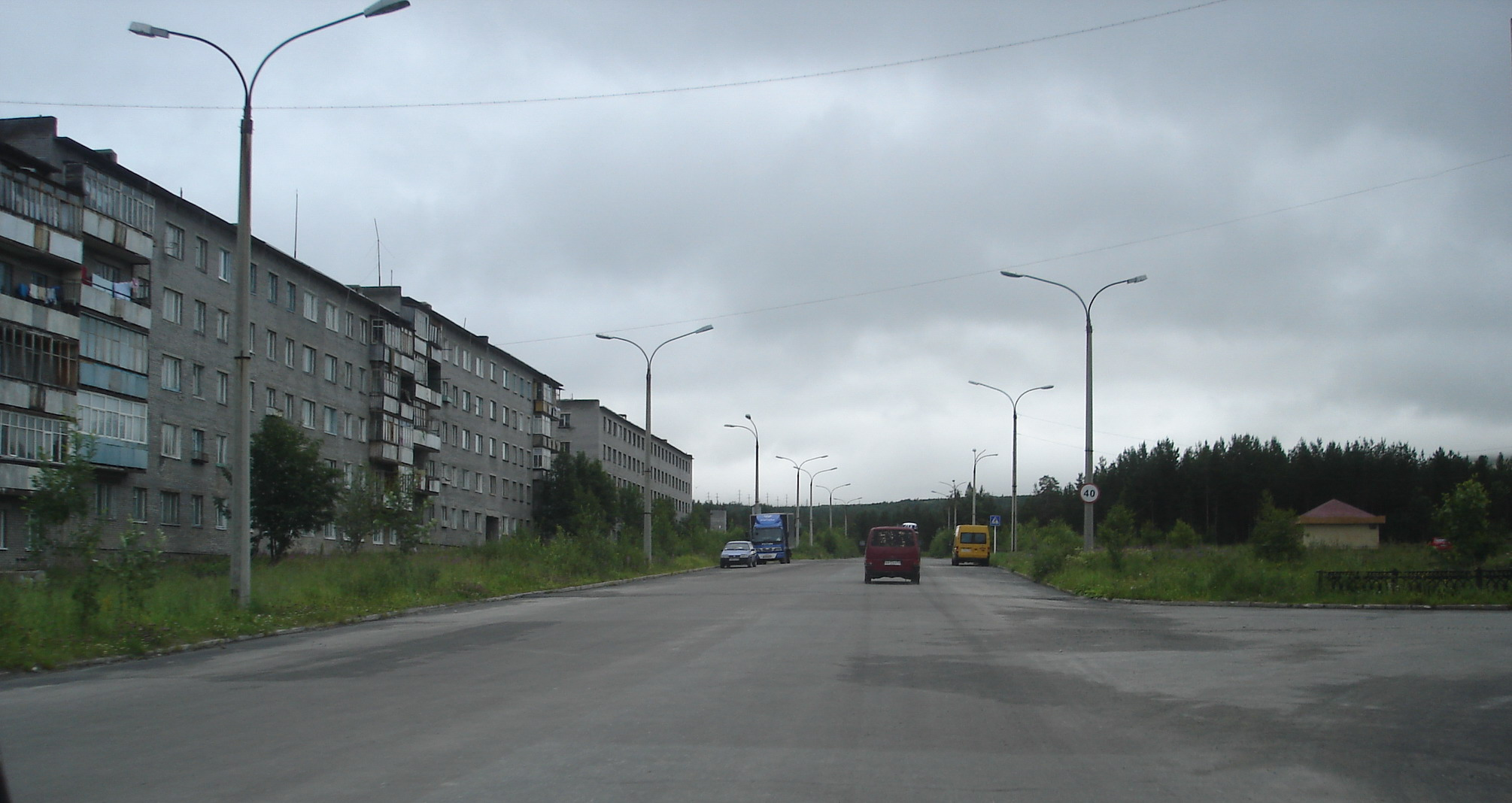
In der Stadt